# Montmeyan
Montmeyan is een gemeente in het Franse departement Var (regio Provence-Alpes-Côte d'Azur) en telt 530 inwoners (2006). De plaats maakt deel uit van het arrondissement Brignoles.

## Geografie
De oppervlakte van Montmeyan bedraagt 38,0 km², de bevolkingsdichtheid is 10,5 inwoners per km².
De onderstaande kaart toont de ligging van Montmeyan met de belangrijkste infrastructuur en aangrenzende gemeenten.

## Demografie
Onderstaande figuur toont het verloop van het inwonertal (bron: INSEE-tellingen).

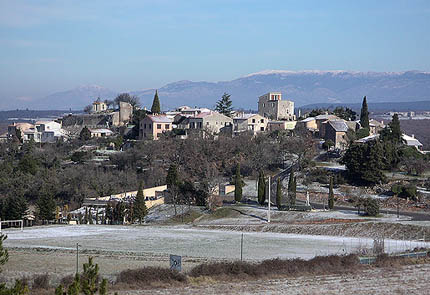
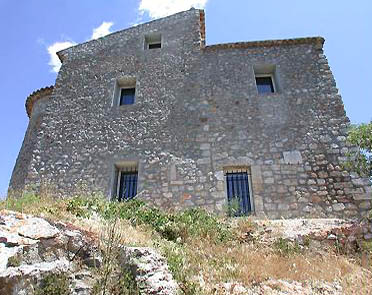
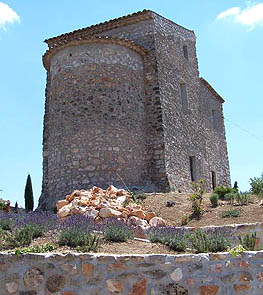
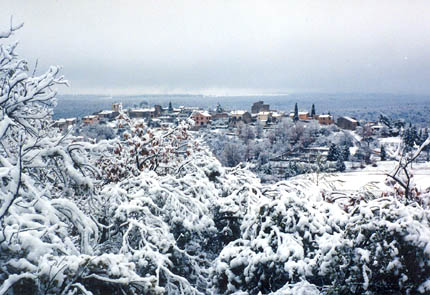
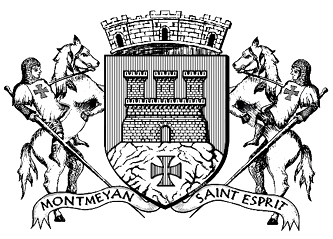